# Anthony Rapp
Pour les articles homonymes, voir Rapp.
Anthony Rapp est un acteur et chanteur américain né le 26 octobre 1971 à Joliet (Illinois).

## Biographie
Anthony Rapp est né le 26 octobre 1971 à Joliet (Illinois). Ses parents sont Douglas Rapp et Mary Lee Baird. Il a un frère, Adam Rapp et une sœur, Anne Rapp.

### Vie privée
Il est en couple avec Ken Ithiphol depuis 2016. Ils se sont fiancés en 2019.

### Accusation de harcèlement sexuel
En octobre 2017, Anthony Rapp annonce dans une interview à BuzzFeed que Kevin Spacey lui a fait des avances sexuelles en 1986, alors qu'il avait 14 ans et Spacey 26 ans. Il ajoute qu'il a rencontré un avocat pour intenter une éventuelle action en justice, mais celui-ci lui a dit qu'il n'y avait rien à faire,.
En réponse, Kevin Spacey dit qu'il ne se souvenait plus de la rencontre, étant donné que l'incident aurait eu lieu il y a 31 ans mais qu'il « était plus que terrifié en entendant son histoire » et a offert à Anthony Rapp « des excuses sincères pour ce comportement qui aurait été profondément inapproprié ».

## Filmographie

### Cinéma

#### Longs métrages
- 1987 : Nuit de folie (Adventures in Babysitting) de Chris Columbus : Daryl Coopersmith
- 1989 : Mauvaises Rencontres (Far from Home) de Meiert Avis (en) : Pinky Sears
- 1989 : Grave Secrets de Donald P. Borchers (en) : Jamie
- 1992 : La Différence (School Ties) de Robert Mandel : Richard 'McGoo' Collins
- 1993 : Génération rebelle (Dazed and Confused) de Richard Linklater : Tony Olson
- 1993 : Six degrés de séparation (Six Degrees of Separation) de Fred Schepisi : Ben
- 1996 : Twister de Jan de Bont : Tony
- 1997 : David Searching de Leslie L. Smith : David
- 1999 : Man of the Century d'Adam Abraham : Timothy Burns
- 2000 : Road Trip de Todd Phillips : Jacob
- 2001 : Un homme d'exception (A Beautiful Mind) de Ron Howard : Bender
- 2004 : Open House de Dan Mirvish : Barry Farnsworth
- 2005 : Rent de Chris Columbus : Mark Cohen
- 2005 : Winter Passing d'Adam Rapp : Dean
- 2006 : Danny Roane : First Time Director d'Andy Dick : Lui-même
- 2008 : Scaring the Fish de Todd Douglas Miller : Gene
- 2009 : Un hiver à Central Park (The Other Woman) de Don Roos : Simon
- 2012 : Junction de Tony Glazer : Connor
- 2016 : Opening Night de Jack Henry Robbins : Logan Joyce
- 2016 : Do You Take This Man de Joshua Tunick : Daniel
- 2016 : Bwoy de John G. Young : Brad O'Connor
- 2022 : Scrap de Vivian Kerr : Ben

#### Courts métrages
- 2001 : Cruise Control de Lawrence Ferber : Un homme
- 2002 : Paradisco de Stéphane Ly-Cuong : L’ami américain
- 2014 : Grind de Zachary Halley : Vincent
- 2015 : Not Again de Zach Bubolo : Dr Thom
- 2018 : Scrap de Leena Pendharkar : Ben

### Télévision

#### Séries télévisées
- 1996 : The Lazarus Man : Verity
- 1997 : X-Files : Aux frontières du réel (The X-Files) : Jeff Glaser
- 2000 : The Beach Boys : An American Family : Samuel Pierce
- 2004 : New York, unité spéciale (Law and Order : Special Victims Unit) : Matt Spevak (saison 5, épisode 23)
- 2006 - 2007 : Kidnapped : Larry Kellogg
- 2012 : New York, unité spéciale : Nathan Forrester (saison 14, épisode 8)
- 2013 : Psych : Enquêteur malgré lui (Psych) : Zachary Wallace Zander
- 2014 : It Could Be Worse : Le directeur de casting
- 2015 : The Knick : Dr Thurman Drexler
- 2015 : Stop the Bleeding! : Buster
- 2017 - 2018 : The Good Fight : Glenn
- 2017 - 2024 : Star Trek : Discovery : Lieutenant Stamets
- 2018 : 13 Reasons Why : Le prêtre

#### Téléfilms
- 1990 : Haut comme le ciel (Sky High) de James Whitmore Jr. et James Fargo : Wes Hansen
- 1994 : Assault at West Point : The Court-Martial of Johnson Whittaker d'Harry Morgan Moses : Cadet Frederick G. Hodgson

## Théâtre
- 1996 - 2009 : Rent : Mark Cohen

## Discographie
- 2000 : Look Around